# Tanagridia
Tanagridia là một chi bướm đêm thuộc họ Geometridae.